# Notaden
Notaden és un gènere de granotes de la família Myobatrachidae que es troba a l'Austràlia septentrional i central.

## Taxonomia
| Nom comú | Nom binomial                              |
| -------- | ----------------------------------------- |
|          | Notaden bennettii (Günther, 1873)         |
|          | Notaden melanoscaphus (Hosmer, 1962)      |
|          | Notaden nichollsi (Parker, 1940)          |
|          | Notaden weigeli (Shea and Johnston, 1988) |